# Cignes negres (forces especials)
Els Cignes negres (bosnià: Crni labudovi) o tambe conegut com 120a Brigada Lleugera de l'Exèrcit de la República de BiH (bosnià: 120. lahka brigada GŠ Armije R BiH Crni labudovi) va ser una unitat de forces especials dins de l'Exèrcit de la República de Bòsnia i Hercegovina. Va ser una unitat especial de la Lliga Patriòtica de (BiH) formada l'any 1992 a Sapna, sota el 2n Cos (més tard 1r Cos ) de l'exèrcit que finalment va tindre 800 membres. Es va guanyar una reputació de valentia al camp de batalla. El primer comandant, Mehdin Hodžić, va ser un antic membre de la Unitat Especial antiterrorista del Ministeri de l'Interior Iugoslau (MUP). Quan va prendre el comandament dels Cignes Negres, seria conegut com a "Kapetan Senad" o Capità Senad. Aleshores, el capità Hajrudin Mešić va ocupar la posició de comandament durant un temps. El comandant més reeixit i durador va ser en Hase Tirić. Les àrees d'operació dels Cignes Negres incloïen Konjic, Igman i Jablanica.